# Cidade do Samba (álbum)
Cidade do Samba é um álbum ao vivo de samba, lançado em CD e DVD em 2007 e idealizado pelo cantor Zeca Pagodinho e pelo produtor musical Max Pierre, ex-diretor artístico da Universal Music Brasil, que inauguravam os selos Zecapagodiscos e Música Fabril, com distribuição da EMI Music.
Foi gravado em Setembro de 2007 na Cidade do Samba, no bairro carioca da Gamboa, o disco reúne artistas de várias estirpes e gerações da música brasileira, como Gabriel o Pensador, Lenine, Cláudia Leitte, Ivete Sangalo, Gilberto Gil, Leci Brandão, Marcelo D2, Nando Reis, Daniela Mercury e o próprio Zeca Pagodinho, entre outros, que cantam sucessos e clássicos da música brasileira em duetos. Há também a participação do cantor dominicano Juan Luis Guerra, único estrangeiro a participar do show.
No dia 23 de Dezembro de 2007, uma versão compactada do show foi exibida pela Rede Globo como especial de fim de ano, com média de audiência de oito pontos e picos de dez pontos, garantindo a liderança do horário.

## Faixas do CD
1. Zeca Pagodinho e Martinho da Vila - Mulheres
2. Boca Sem Dente - Fundo de Quintal e Gabriel O Pensador
3. Bebete Vãobora - Zélia Duncan e Lenine
4. Não Tenho Lágrimas - Ivete Sangalo e Juan Luis Guerra
5. Onde a Dor Não Tem Razão - Velha Guarda da Portela, Monarco e Vanessa da Mata
6. Fogo de Saudade - Sombrinha e Grupo Revelação
7. Edmundo (In The Mood) - Marcelo D2 e Pitty
8. Aquarela Brasileira - Leci Brandão e Casuarina
9. Falsa Baiana - Roberto Silva e Roberta Sá
10. Deixa a Vida Me Levar - Beth Carvalho e Diogo Nogueira
11. Chiclete com Banana - Gilberto Gil e Marjorie Estiano
12. Desesperar Jamais - Ivan Lins e Mariana Aydar
13. De Frente Para o Crime - João Bosco e Daniela Mercury
14. Pressentimento - Alcione e Elton Medeiros
15. De Noite Na Cama - Erasmo Carlos e Nando Reis
16. Diz Que Eu Fui Por Aí - Luiz Melodia e Seu Jorge
17. Deixa Isso Prá Lá - Jair Rodrigues e Cláudia Leitte

## Faixas do DVD
1. Percussão de Abertura
2. Mulheres - Zeca Pagodinho e Martinho da Vila
3. Boca Sem Dente - Fundo de Quintal e Gabriel O Pensador
4. Bebete Vãobora - Zélia Duncan e Lenine
5. Não Tenho Lágrimas - Ivete Sangalo e Juan Luis Guerra
6. Onde a Dor Não Tem Razão - Velha Guarda da Portela, Monarco e Vanessa da Mata
7. Fogo de Saudade - Sombrinha e Grupo Revelação
8. Edmundo (In The Mood) - Marcelo D2 e Pitty
9. Aquarela Brasileira - Leci Brandão e Casuarina
10. Falsa Baiana - Roberto Silva e Roberta Sá
11. Deixa a Vida Me Levar - Beth Carvalho e Diogo Nogueira
12. Chiclete com Banana - Gilberto Gil e Marjorie Estiano
13. Posso Até Me Apaixonar - Dudu Nobre e Chorão (Charlie Brown Jr.)
14. Acreditar - Dona Ivone Lara e Nilze Carvalho
15. Desesperar Jamais - Ivan Lins e Mariana Aydar
16. De Frente Pro Crime - João Bosco e Daniela Mercury
17. Mel na Boca - Almir Guineto e Dorina
18. Pressentimento - Alcione e Elton Medeiros
19. De Noite Na Cama - Erasmo Carlos e Nando Reis
20. Diz Que Eu Fui Por Aí - Luiz Melodia e Seu Jorge
21. Agoniza Mas Não Morre - Nelson Sargento e Teresa Cristina
22. Jura - Walter Alfaiate e Negra Li
23. Casal Sem-Vergonha - Arlindo Cruz e Sandra de Sá
24. Deixa Isso Prá Lá - Jair Rodrigues e Cláudia Leitte
25. Percussão de Encerramento (Créditos finais)

### Extras
- Making-of com depoimentos sobre os convidados

## Músicos de apoio
- Rildo Hora: arranjos, regência e gaita
- Cláudio Jorge: guitarra acústica e violão de 6 cordas
- Carlinhos 7 Cordas: violão de 7 cordas
- Alceu Maia e Henrique Cazes: cavaquinho
- Gordinho: surdo
- Jaguará: tamborim
- Pretinho da Serrinha: pandeiro
- Belôba: tantã
- Marcos Esguleba: repique de mão
- Eduardo Neves: saxofone e flauta
- Patrícia Hora, Viviane Godoi, Márcio Loft e Xico Puppo: vocais de apoio